# Ихтиосаури
Назив ихтиосаур значи „риба гуштер”. Овај назив одговара ихтиосаурима. Иако су се хранили рибама и имали облик рибе, они су у ствари, гмизавци који су удисали ваздух плућима. Облик њиховог тијела подсјећао је на данашње скуше и туне. Ихтиосаури су били живахна бића и могли су да пливају брзином од 40 km на час. Ова створења су се брзо пробијала кроз воду замасима репа, попут данашњих морских паса.
Ихтиосаури су бујали током већег дијела мезозоичке ере. Судећи по фосилним записима, они су се првобитно појавили прије око 250 милиона година (Ma) и бар једна врста је преживјела до прије око 90 милиона година, у касној креди.

## Микросаур
Микросаур је имао тијело рибе са перајем на леђима. Удови су му били налик на кратка весла, а предњи пар је био дужи од задњег. Сваки уд је имао пет дугих, коштаних прстију. Вилице су биле праве и дуге, опремљене оштрим зубима. Зуби микросаура су били прилагођени за хватање и исхрану рибом.
Средњи тријас
- Величина: 1 метар
- Ред: Ichthyosauria
- Породица: Mixosauridae
- Станиште: Азија: Кина и Тимор, Индонезија; Европа: Алпи; Сјеверна Америка: Аљаска, канадски Арктик и Невада; Шпицбершка острва
- Научни назив: Mixosaurus

## Схонисаур
Схонисаур је највећи познати ихтиосаур. Његово огромно тијело можемо да подијелимо на три подједнака дијела — главу и врат, тијело и реп. Схонисаур је имао веома дугачке вилице, а зубе је имао само на предњем дијелу уста. Удови су били налик на изузетно дугачка права пераја и била су, што је необично, исте дужине. Код већине ихтиосаура предња пераја су дужа од задњих.
Позни тријас
- Величина: 15 m
- Ред: Ichthyosauria
- Породица: Shastasauridae
- Станиште: Сјеверна Америка: Невада
- Научни назив: Shonisaurus

## Цимбоспондил
Цимбоспондил је имао издужене вилице налик на кљун, испуњене правим зубима — знак да се хранио рибом. Удови су били кратки и више су подсјећали на рибља пераја него на весла. Нису били подесни за пливање, па су вјероватно кориштени за заустављање и управљање.
Средњи тријас
- Величина: 10 m
- Ред: Ichthyosauria
- Породица: Shastasauridae
- Станиште: Сјеверна Америка: Невада
- Научни назив: Cymbospondylus

## Офталмосаур
Офталмосаурова предња пераја су била развијенија од задњих што наводи на чињеницу да су предња пераја коришћена углавном за управљање. Највећа карактеристична одлика офталмосаура биле су крупне очи. Очи су имале пречник од око 10 cm. Хранио се вјероватно сипама.
Позна јура
- Величина: 3,5 метра
- Ред: Ichthyosauria
- Породица: Ichthyosauriдае
- Станиште: Европа: Енглеска и Француска; Сјеверна Америка: запад САД и канадски Арктик; Јужна Америка: Аргентина
- Научни назив: Opthalmosaurus

## Еуриносаур
Овај ихтиосаур се разликовао од осталих. Горња вилица му је била два пута дужа од доње, тако да је подсјећао на данашњу рибу тестерачу. Научници нису могли да објасне тај необичан облик уста. Еуриносаур их је можда користио док је трагао за храном по пјешчаном дну или међу морском травом.
Рана јура
- Величина: 2 метра
- Ред: Ichthyosauria
- Породица: Leptopterygiidae
- Станиште: Европа: Њемачка
- Научни назив: Eurhinosaurus

## Темнодонтосаур
Темнодонтосаур је било велико створење у доба јуре које је крстарило топлим водама плитких океана у потрази за храном. Кретао се помоћу великог репа, а хранио се великим количинама сипа и амонитима.
Рана јура
- Величина: 9 m
- Ред: Ichthyosauria
- Породица: Leptopterygiidae
- Станиште: Европа: Енглеска и Њемачка
- Научни назив: Temnodontosaurus